# Schatz von Alise-Sainte-Reine
Der Schatz von Alise-Sainte-Reine ist ein spätantiker Depotfund, der im Jahr 1909 in Alise-Sainte-Reine in der Ortslage „Le Cimetière Saint-Père“ in einem gemauerten Brunnen gefunden worden ist. Die Objekte sind ins Museum Alesia gelangt. Sie datieren ins 4. bis an den Anfang des 5. Jahrhunderts n. Chr.

## Funde
Insgesamt wurden sechs Teile von silbernem Speisegeschirr entdeckt. Eine ovale Platte ist in der Mitte mit einem Fisch verziert. Auf der Rückseite finden sich Graffiti (unter anderem REGINA). Von einer kleinen runden Platte oder einem Teller mit Perlrand (Durchmesser 16,8 cm) ist weniger als die Hälfte erhalten. Ein weiterer, unverzierter Teller trägt ebenfalls ein rückseitiges Graffito RE(gina). Bei den übrigen drei Objekten handelt es sich um gleichartige kalottenförmige Schüsseln.